# Giuseppe Bossola
Giuseppe Bossola (San Germano Vercellese, 18 ottobre 1829 – Gubbio, 2 luglio 1916) è stato un organista e imprenditore italiano.

## Biografia
Nato a San Germano Vercellese, all'età di dodici anni entrò nel Collegio Chiantri del Seminario arcivescovile di Vercelli, dove apprese la musica. Terminò gli studi come organista al Conservatorio di Milano.
Nel 1856 si stabilì a Genova, aprendo un negozio di pianoforti in salita Santa Caterina. Per 24 anni Bossola fu organista della Chiesa del Gesù e dei Santi Ambrogio e Andrea, dove aveva l'obbligo di scrivere per la cantoria.
A Genova, grazie alla collaborazione della famiglia Spinola, trasformò le antiche scuderie adiacenti a Palazzo Doria-Spinola in una sala da concerti, inaugurata nel 1869 con il nome di Sala Sivori (in onore al grande violinista genovese Camillo Sivori). In questa sala nel maggio 1896 furono proiettate per la prima volta in Italia le pellicole dei fratelli Lumière, rendendo de facto la Sivori la prima sala cinematografica del paese.. Insignito dell'onorificenza di Cavaliere, fu per molti anni direttore della sala.
Grazie ai guadagni derivati dal commercio di pianoforti, Bossola acquistò il castello dell'XI secolo di Torre Calzolari vicino Gubbio, dove si ritirò in tarda età e dove morì a 87 anni. Alla sua morte il castello passò al cavalier Luigi Agostinelli di Sigillo.